# Emporis Skyscraper Award

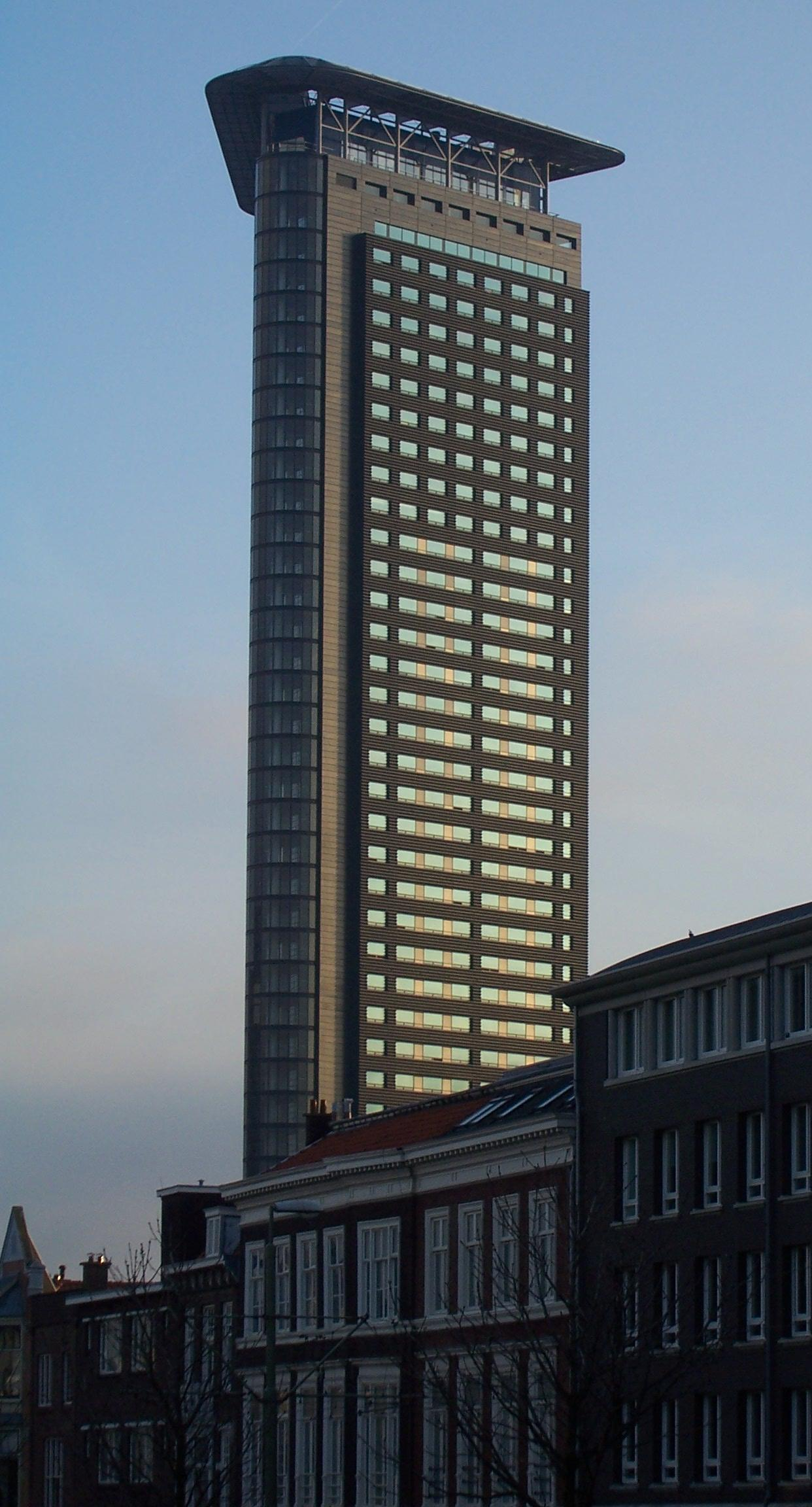
Strijkijzer

De Emporis Skyscraper Award is een prijs die door het Duitse bedrijf Emporis jaarlijks werd uitgereikt aan een nieuwe wolkenkrabber die qua ontwerp en functionaliteit het beste was.
Vanaf 2001 was er naast de gouden prijs ook een zilveren en bronzen versie.
Om genomineerd te worden voor de prijs moest het gebouw minimaal 100 meter hoog zijn, en het gebouw moest in het jaar van de uitreiking worden opgeleverd. De winnaars werden in januari van het volgende jaar bekendgemaakt. De prijs werd enkele maanden later uitgereikt. Naarmate de jaren vorderden, werden de prijzen later in het jaar toegekend. De bekendmaking van het Lakhta Center in Sint-Petersburg als laureaat 2019 volgde pas in november 2020. 
Drie keer is een Nederlands gebouw in de top 3 geëindigd. In 2005 kreeg de Montevideo in Rotterdam de bronzen prijs. Het Strijkijzer in Den Haag en Valley in Amsterdam wonnen in respectievelijk 2007 en 2021 de gouden prijs.
In september 2022 ging de Emporis-database offline en hield de prijs op te bestaan.

## Overzicht van winnaars
| Jaar | Gouden prijs                     | Zilveren prijs                  | Bronzen prijs                             |
| ---- | -------------------------------- | ------------------------------- | ----------------------------------------- |
| 2000 | Sofitel New York Hotel, New York | Niet uitgereikt                 | Niet uitgereikt                           |
| 2001 | One Wall Centre, Vancouver       | Millennium Point, New York      | Plaza 66, Shanghai                        |
| 2002 | Kingdom Centre, Riyad            | Post Tower, Bonn                | 111 Huntington Avenue, Boston             |
| 2003 | 30 St Mary Axe, Londen           | Highcliff, Hongkong             | Skybridge, Chicago                        |
| 2004 | Taipei 101, Taipei               | Torre Agbar, Barcelona          | World Tower, Sydney                       |
| 2005 | Turning Torso, Malmö             | Q1, Gold Coast                  | Montevideo, Rotterdam                     |
| 2006 | Hearst Tower, New York           | The Wave, Gold Coast            | Eureka Tower, Melbourne                   |
| 2007 | Het Strijkijzer, Den Haag        | Newton Suites, Singapore        | Ontario Tower, Londen                     |
| 2008 | Mode Gakuen Cocoon Tower, Tokio  | Boutique Monaco, Seoel          | Shanghai World Financial Center, Shanghai |
| 2009 | Aqua, Chicago                    | O-14, Dubai                     | The Met, Bangkok                          |
| 2010 | Hotel Porta Fira, Barcelona      | Burj Khalifa, Dubai             | Tour CMA CGM, Marseille                   |
| 2011 | 8 Spruce Street, New York        | Al Hamra Tower, Koeweit         | Etihad Towers, Abu Dhabi                  |
| 2012 | Absolute World, Mississauga      | Al Bahr Towers, Abu Dhabi       | Burj Qatar, Doha                          |
| 2013 | The Shard, Londen                | DC Tower 1, Wenen               | Sheraton Huzhou Hot Spring Resort, Huzhou |
| 2014 | Wangjing Soho, Peking            | Bosco Verticale, Milaan         | Tour D2, Courbevoie                       |
| 2015 | Shanghai Tower, Shanghai         | Evolutietoren, Moskou           | Il Dritto, Milaan                         |
| 2016 | VIA 57 West, New York            | Torre Reforma, Mexico           | Oasia Hotel Downtown, Singapore           |
| 2017 | Lotte World Tower, Seoel         | Torre Generali, Milaan          | 150 North Riverside, Chicago              |
| 2018 | MGM Cotai, Macau                 | Tour La Marseillaise, Marseille | The Scalpel, Londen                       |
| 2019 | Lakhta Center, Sint-Petersburg   | Leeza SOHO, Beijing             | 35 Hudson Yards, New York                 |
| 2020 | Crown Sydney, Sydney             | Telus Sky, Calgary              | One Vanderbilt, New York                  |
| 2021 | Valley, Amsterdam                | 111 West 57th Street, New York  | NV Tower, Sofia                           |

## Galerij
Alle winnaars van de eerste prijs.

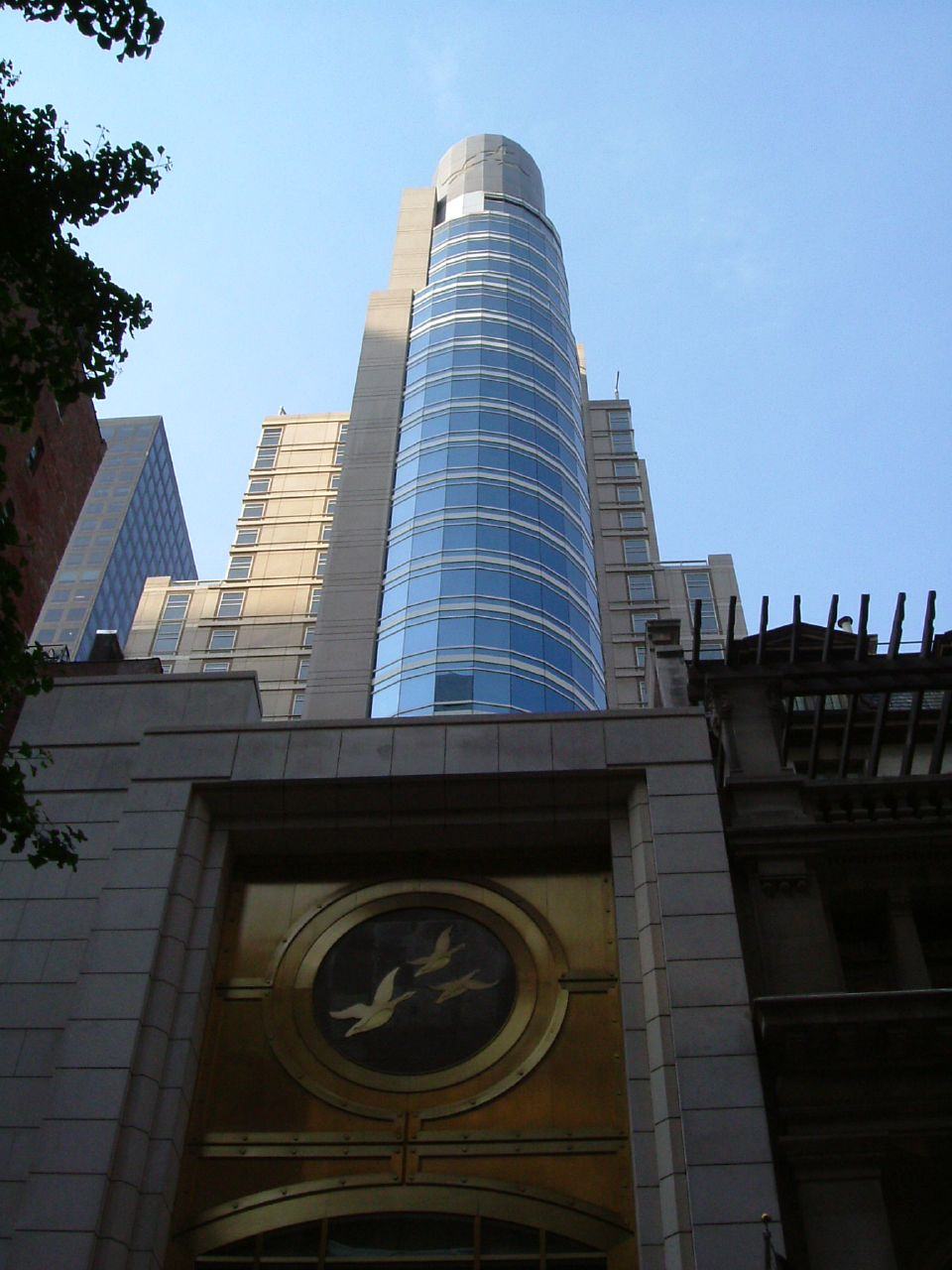
Sofitel New York
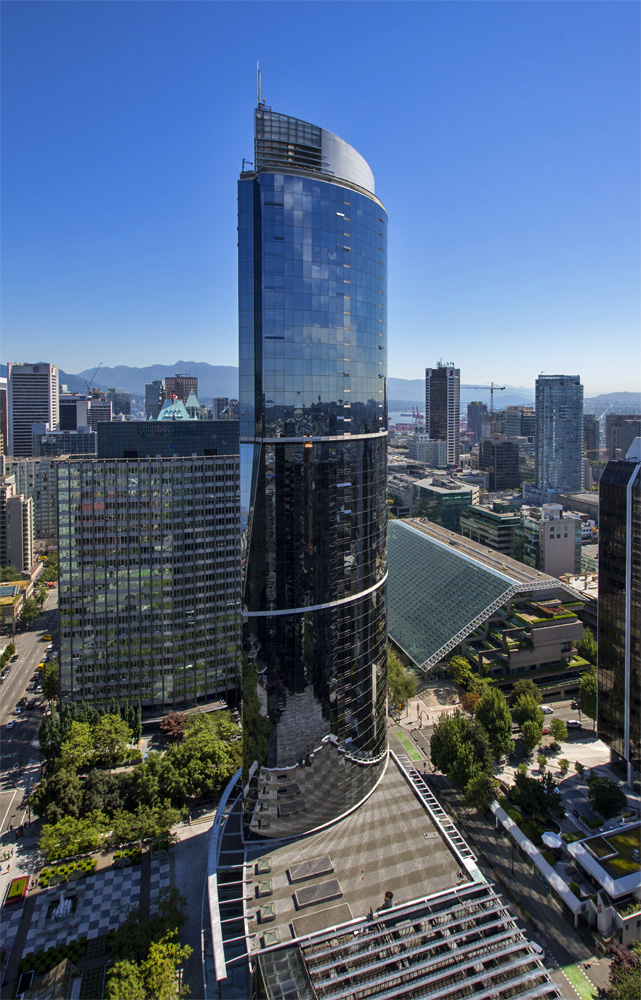
One Wall Centre
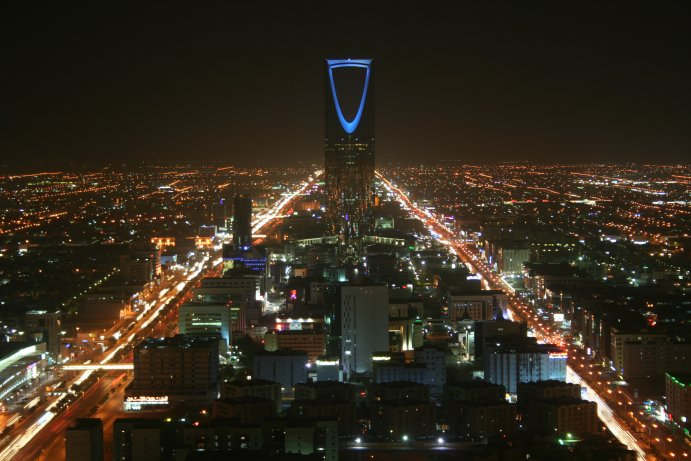
Kingdom Centre
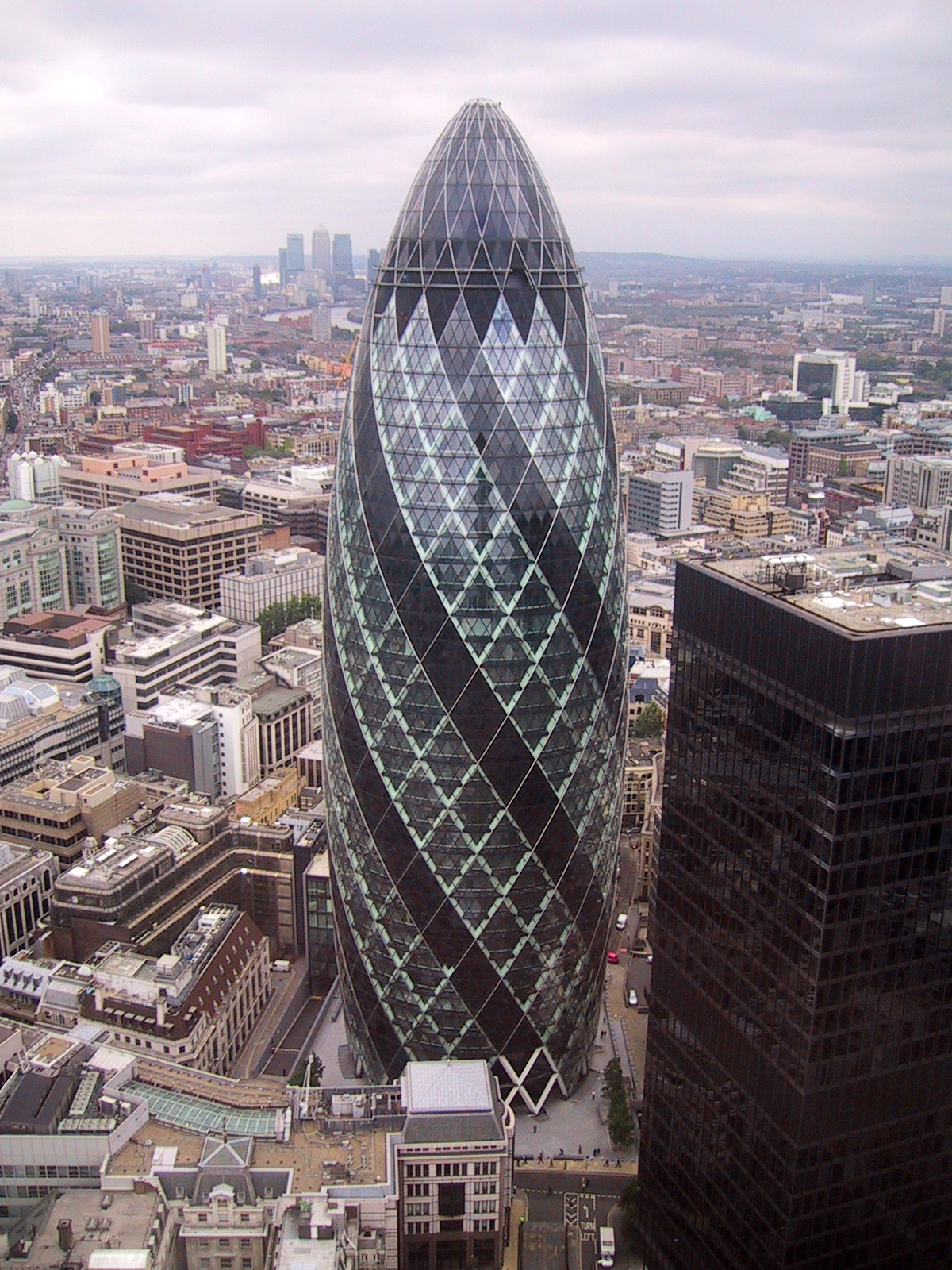
30 St Mary Axe
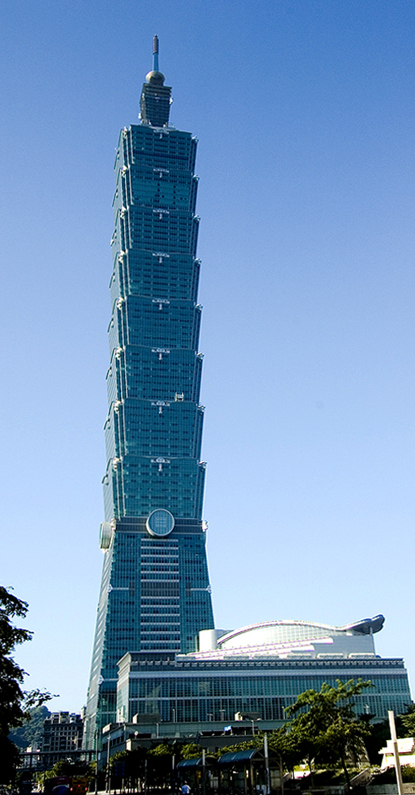
Taipei 101
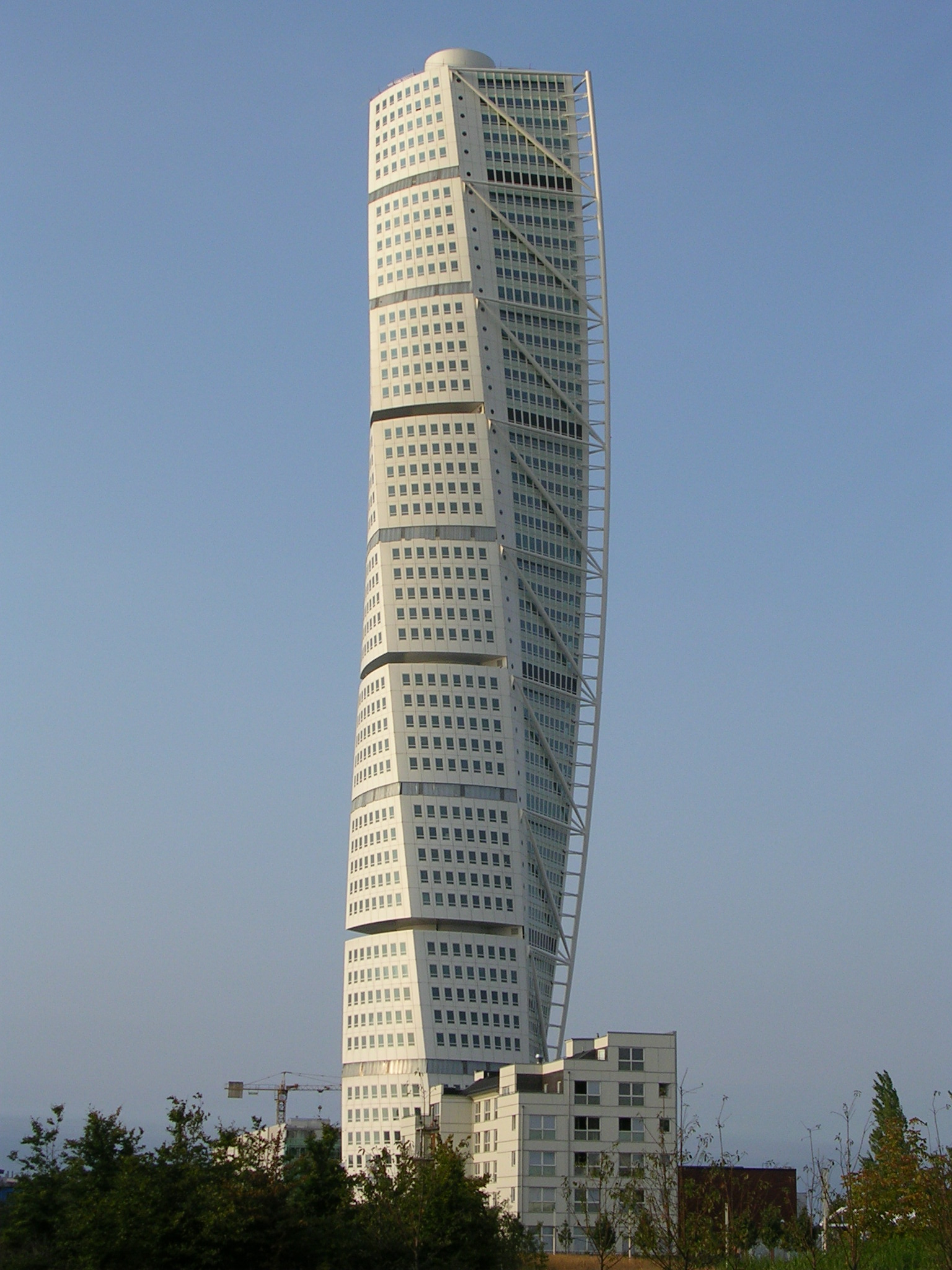
Turning Torso
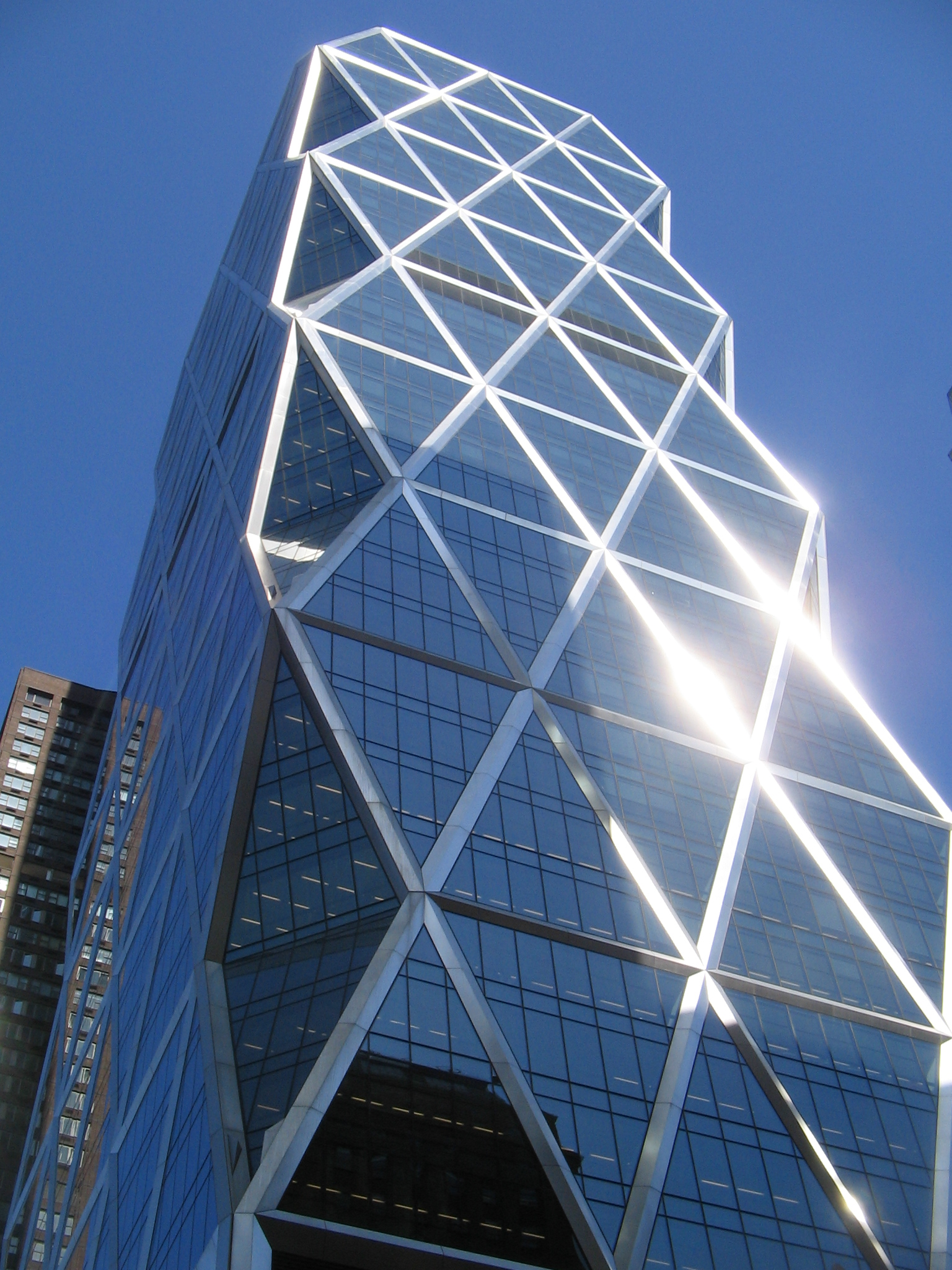
Hearst Tower
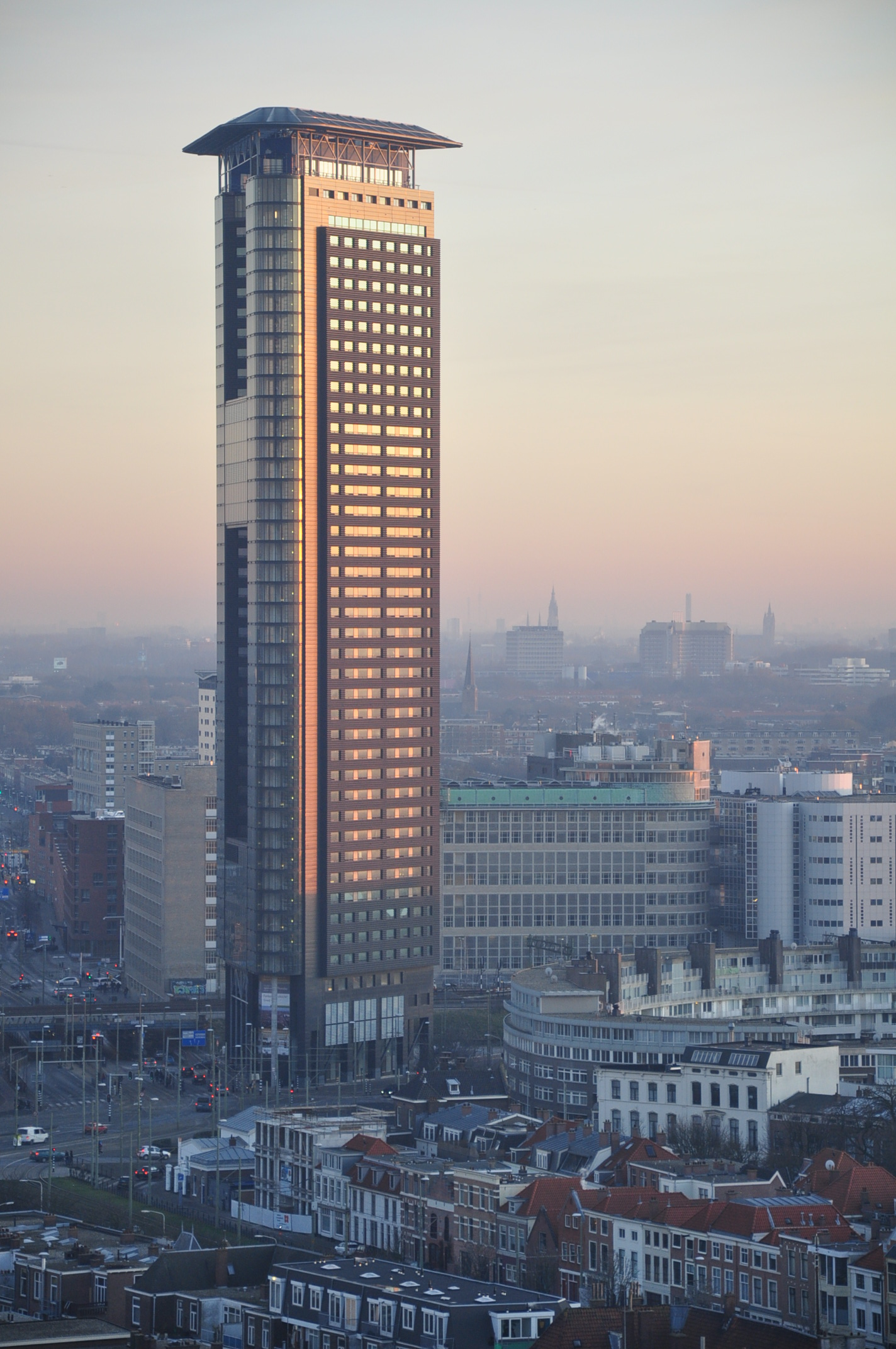
Het Strijkijzer
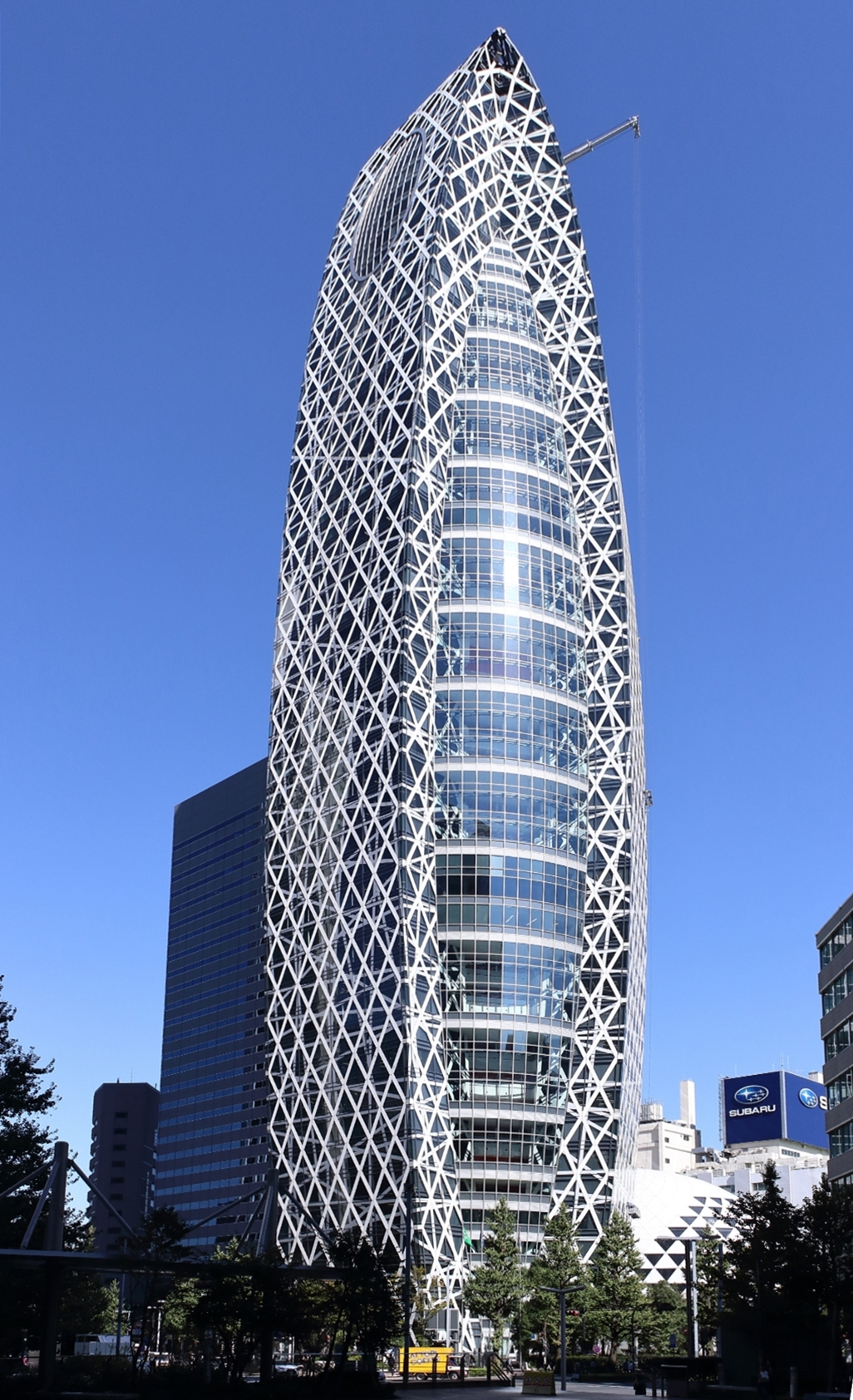
Mode Gakuen Cocoon Tower in Tokio
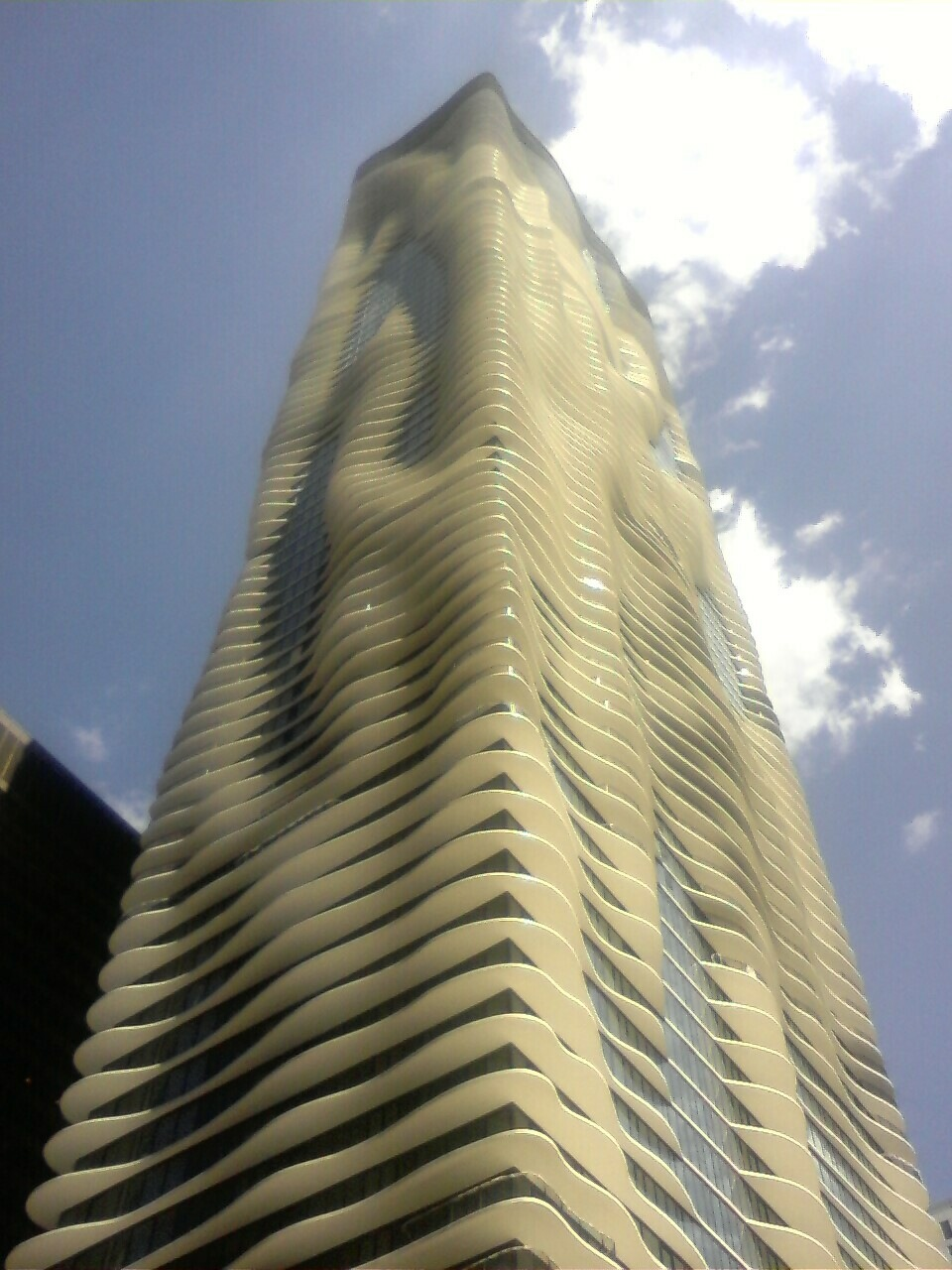
Aqua (gebouw)
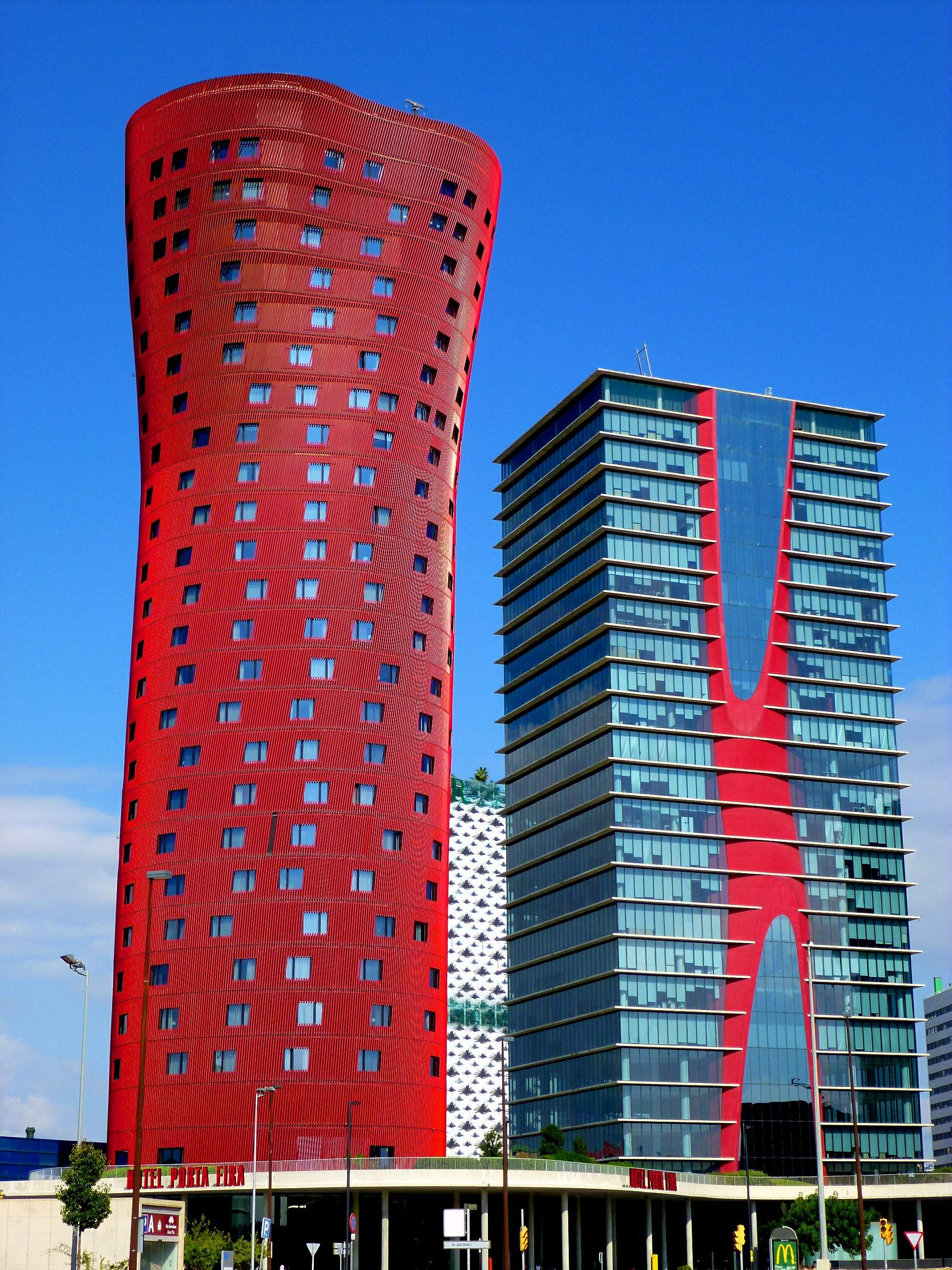
Hotel Porta Fira
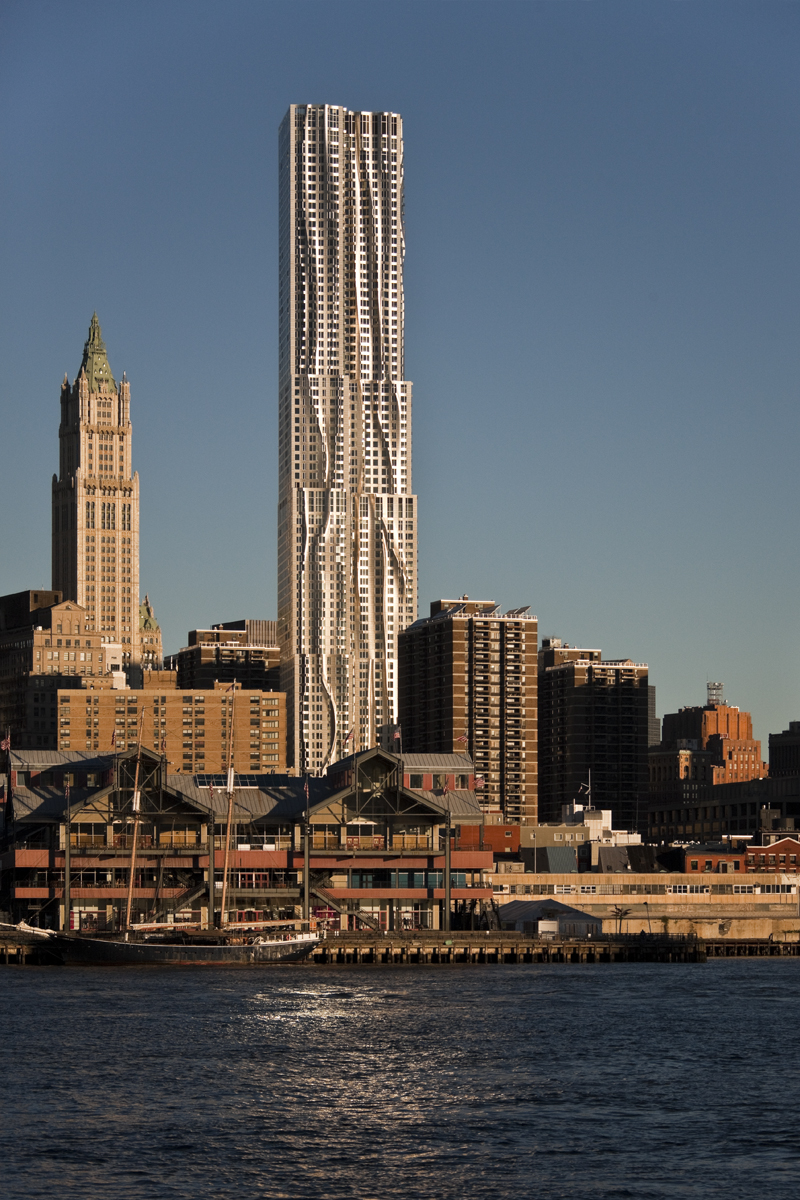
8 Spruce Street
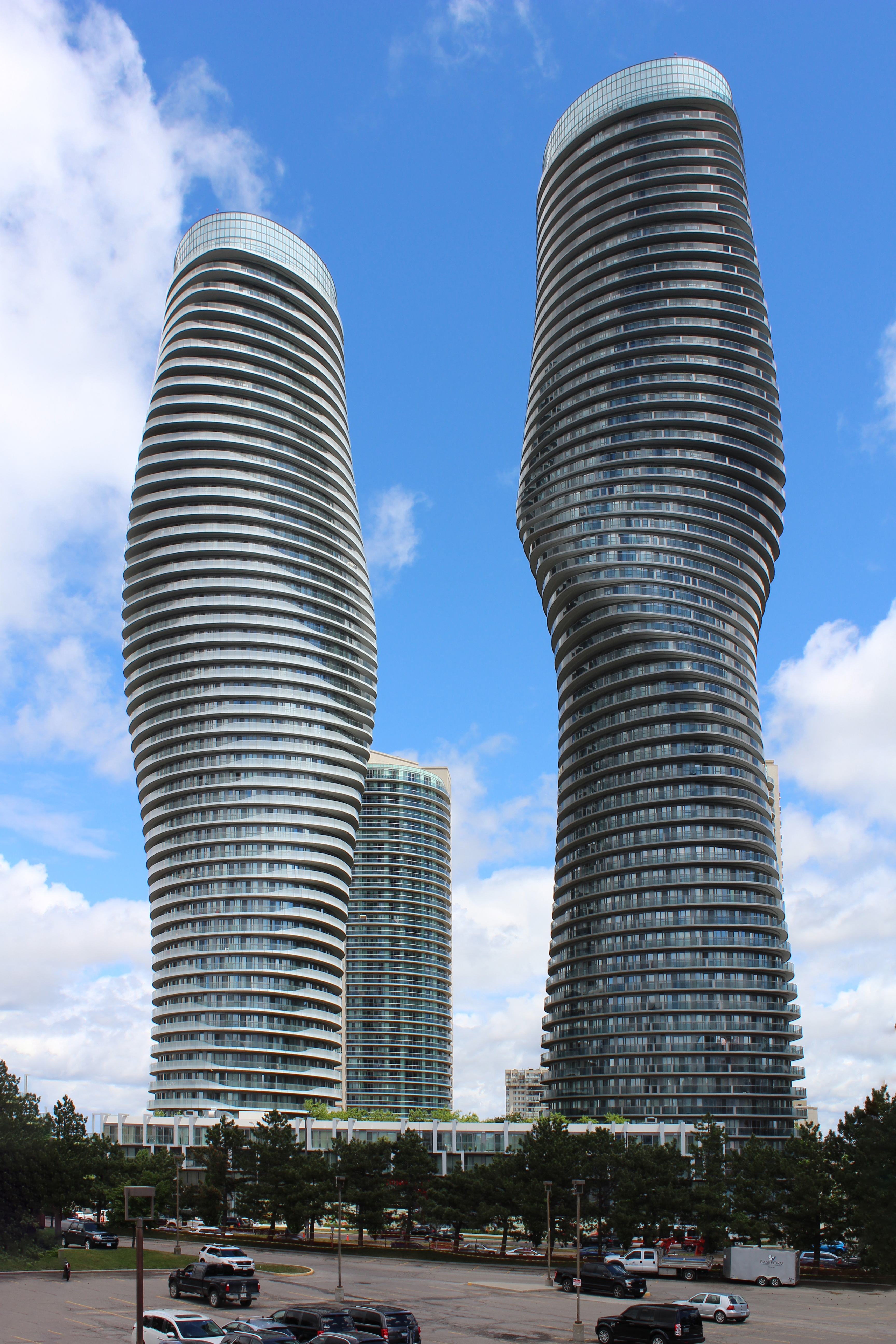
Absolute World
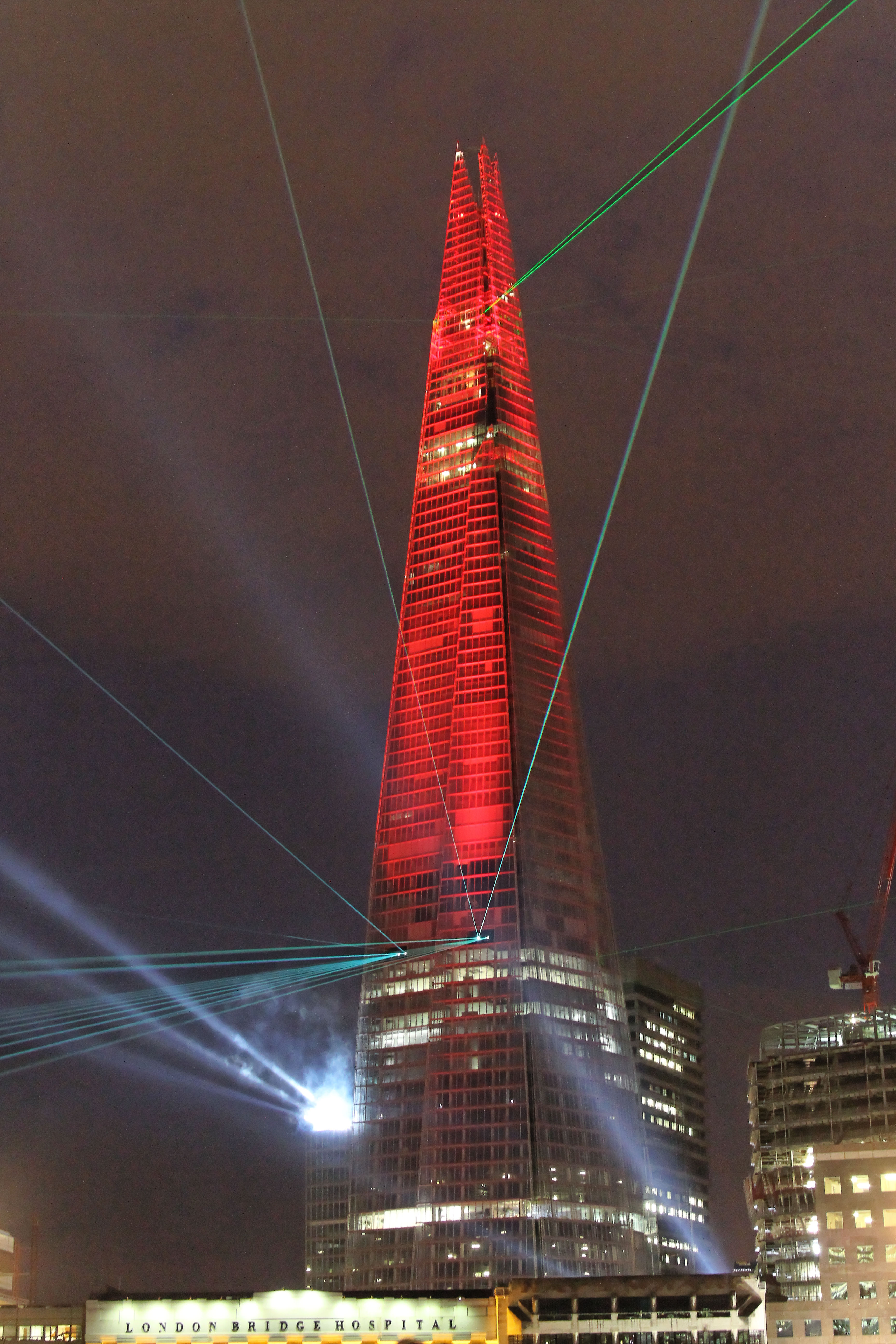
The Shard
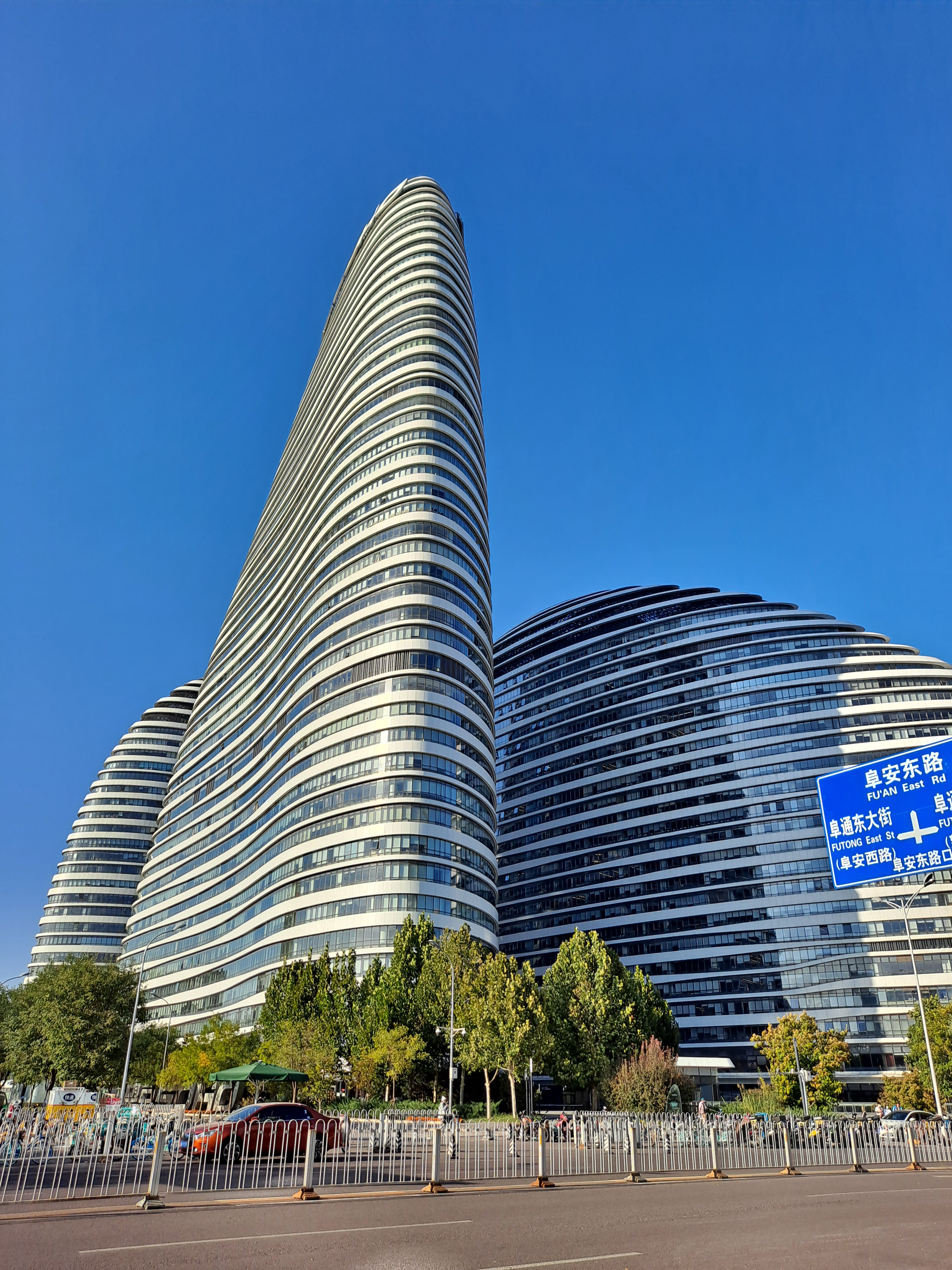
Wangjing SOHO
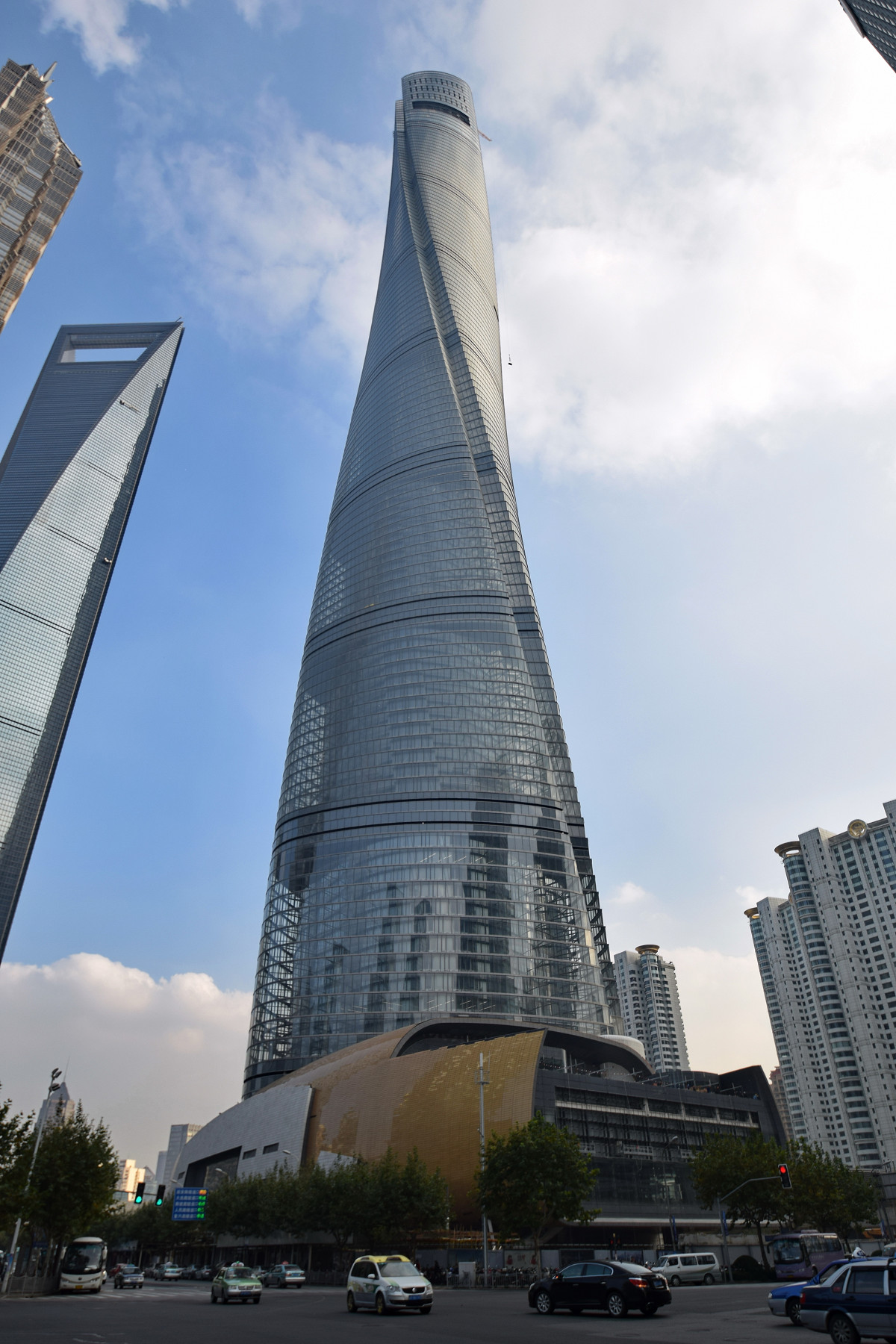
Shanghai Tower
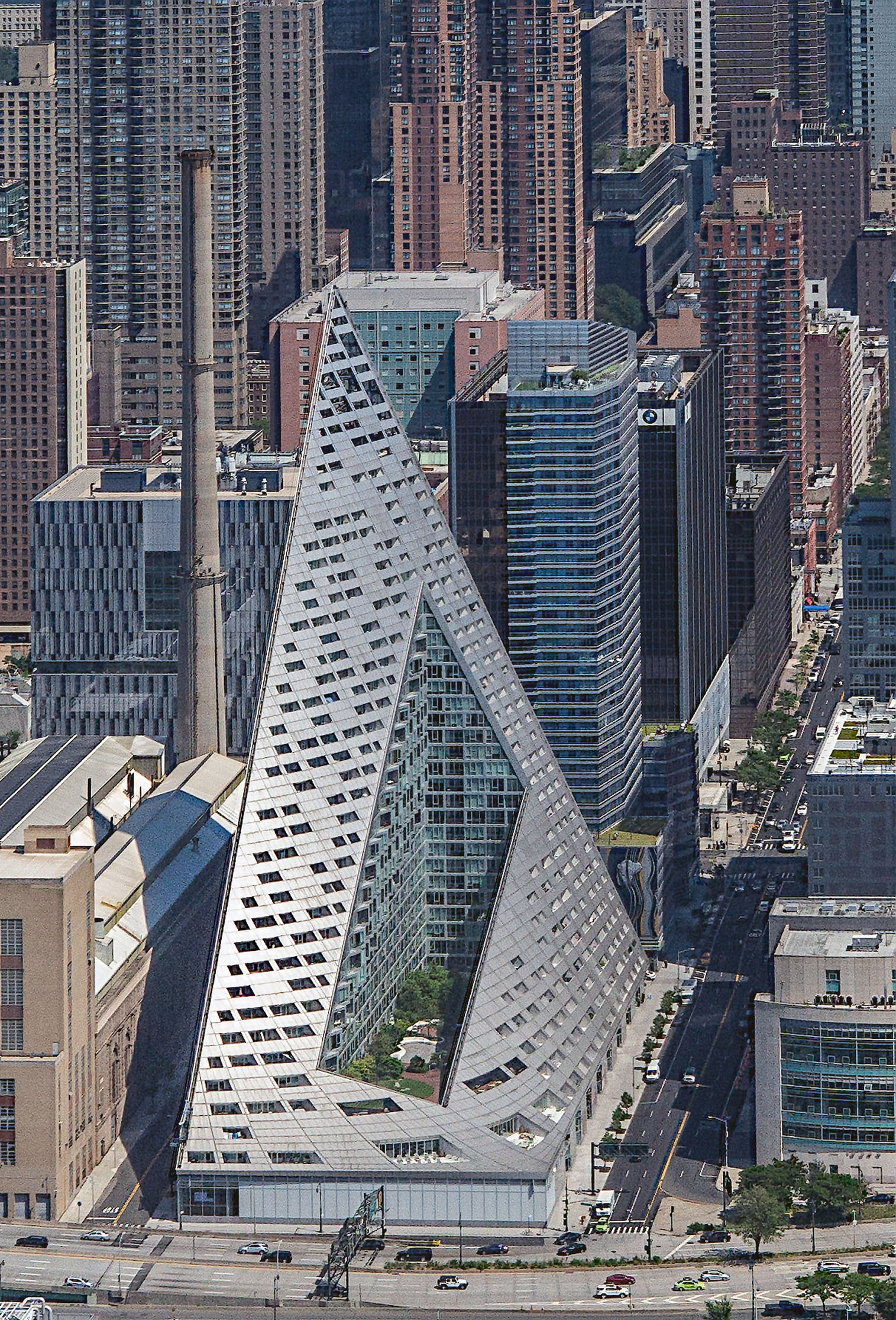
VIA 57 West
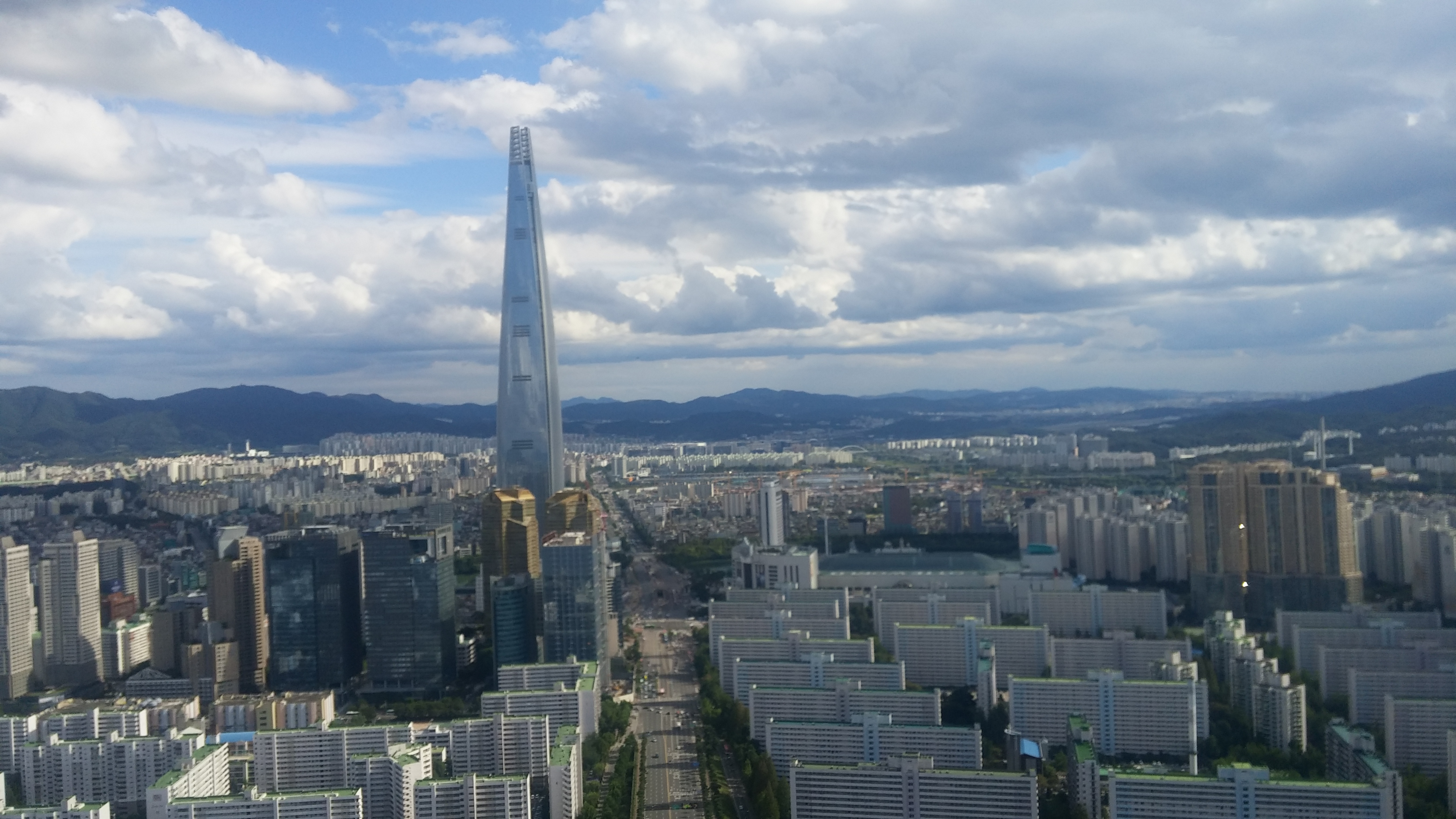
Lotte World Tower
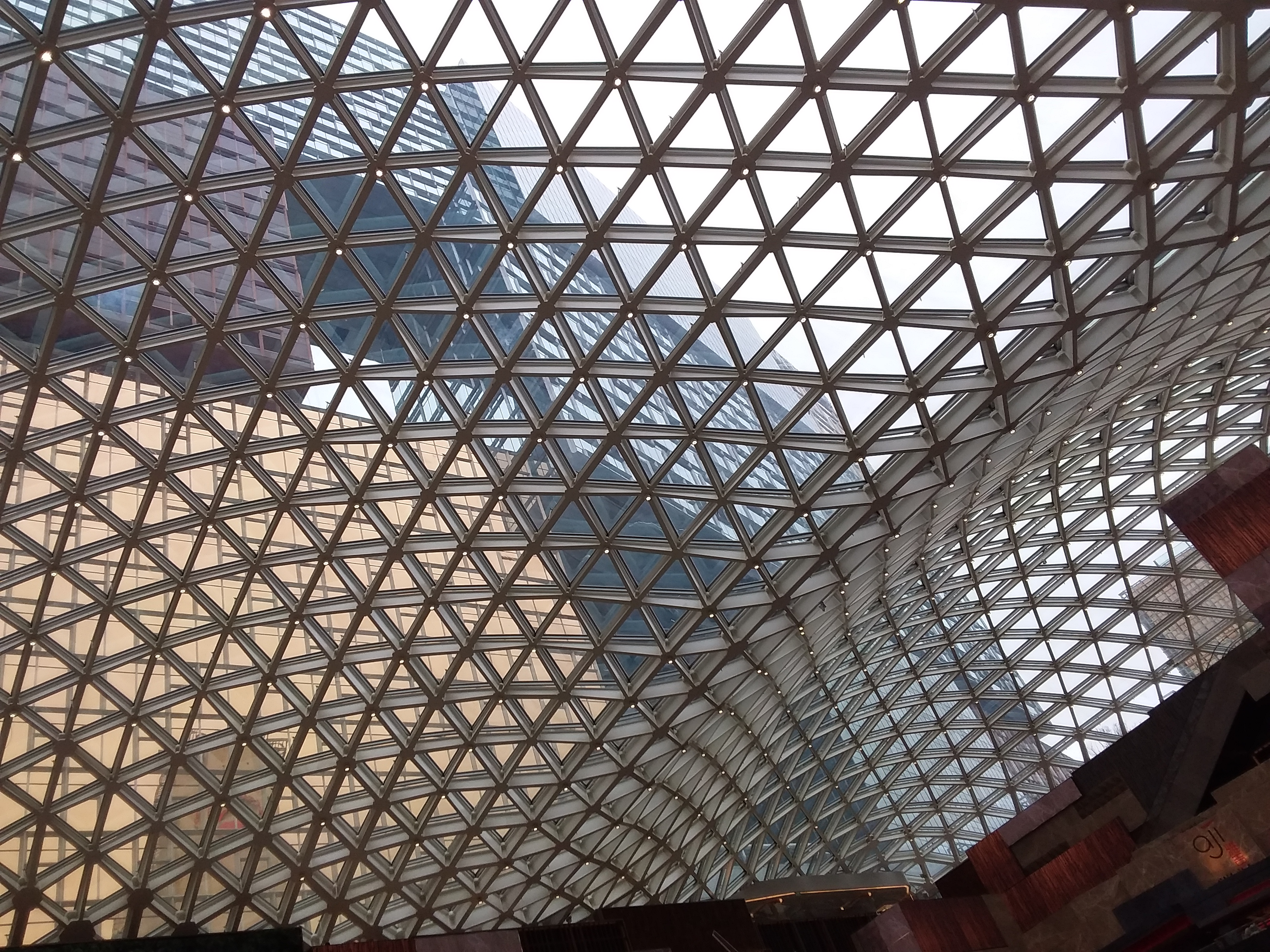
MGM Cotai
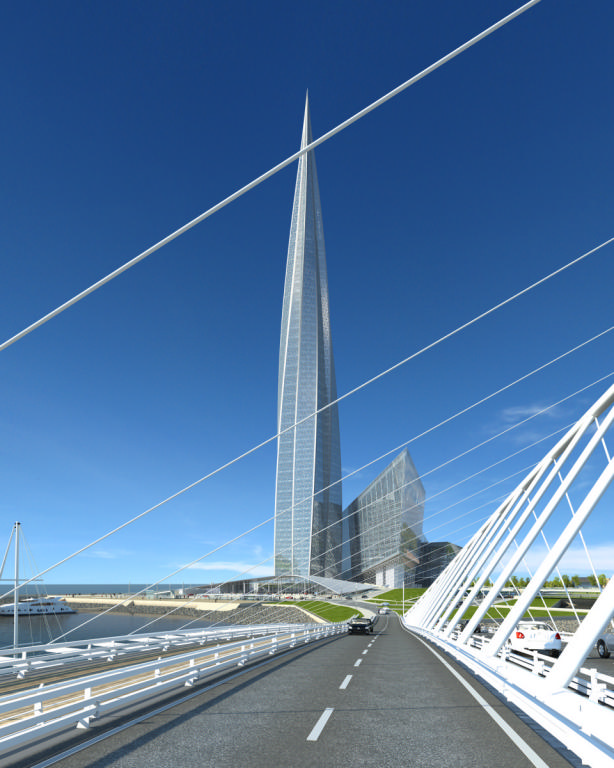
Lakhta Center
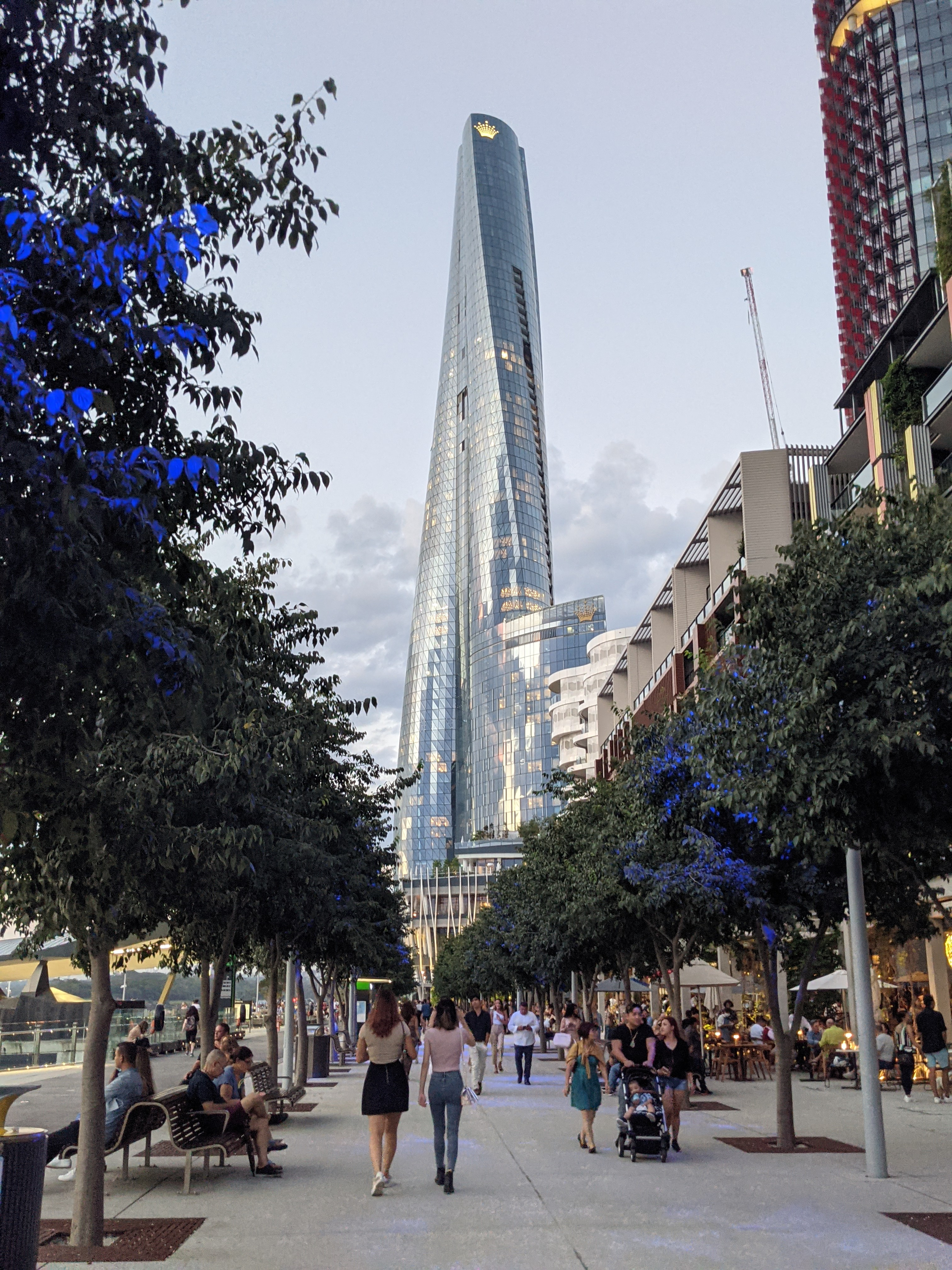
Crown Sydney
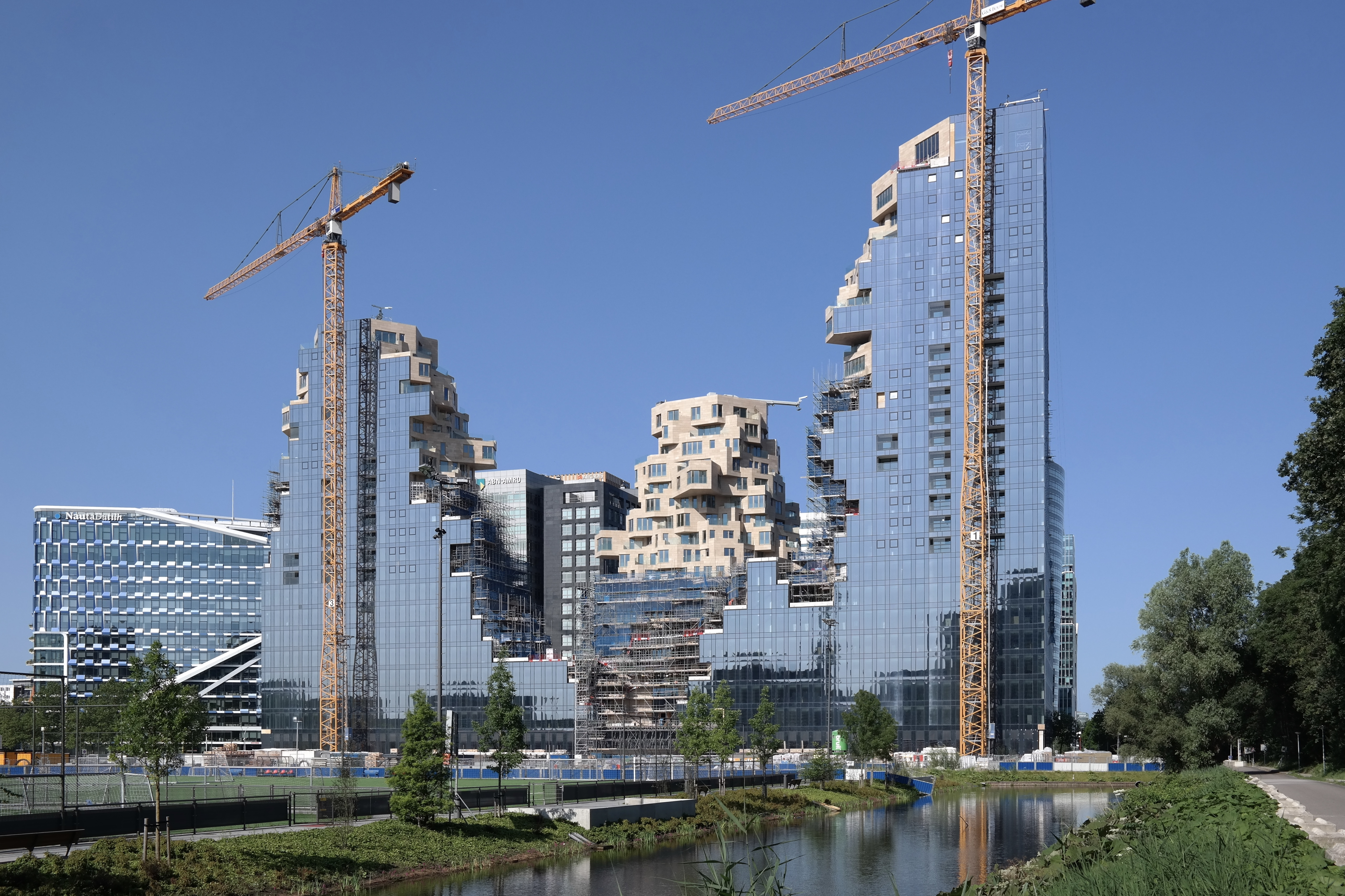
Valley